# King of the World
«King of the World» és el tercer senzill de l'àlbum Weezer, desè en la discografia del grup estatunidenc Weezer. El seu llançament es va produir el 14 de gener de 2016, juntament amb el videoclip, que fou dirigit per Scantron Films.
La seva estrena en directe es va produir en el programa de televisió The Tonight Show Starring Jimmy Fallon, on realment van presentar l'àlbum. Rivers Cuomo, el cantant, aparegué vestit com Elvis Presley.
Va entrar a la llista estatunidenca de música alternativa, arribant a la dissetena posició.

## Llista de cançons
| Núm. | Títol               | Durada |
| ---- | ------------------- | ------ |
| 1.   | «King Of The World» | 3:24   |